# Klášter Vézelay

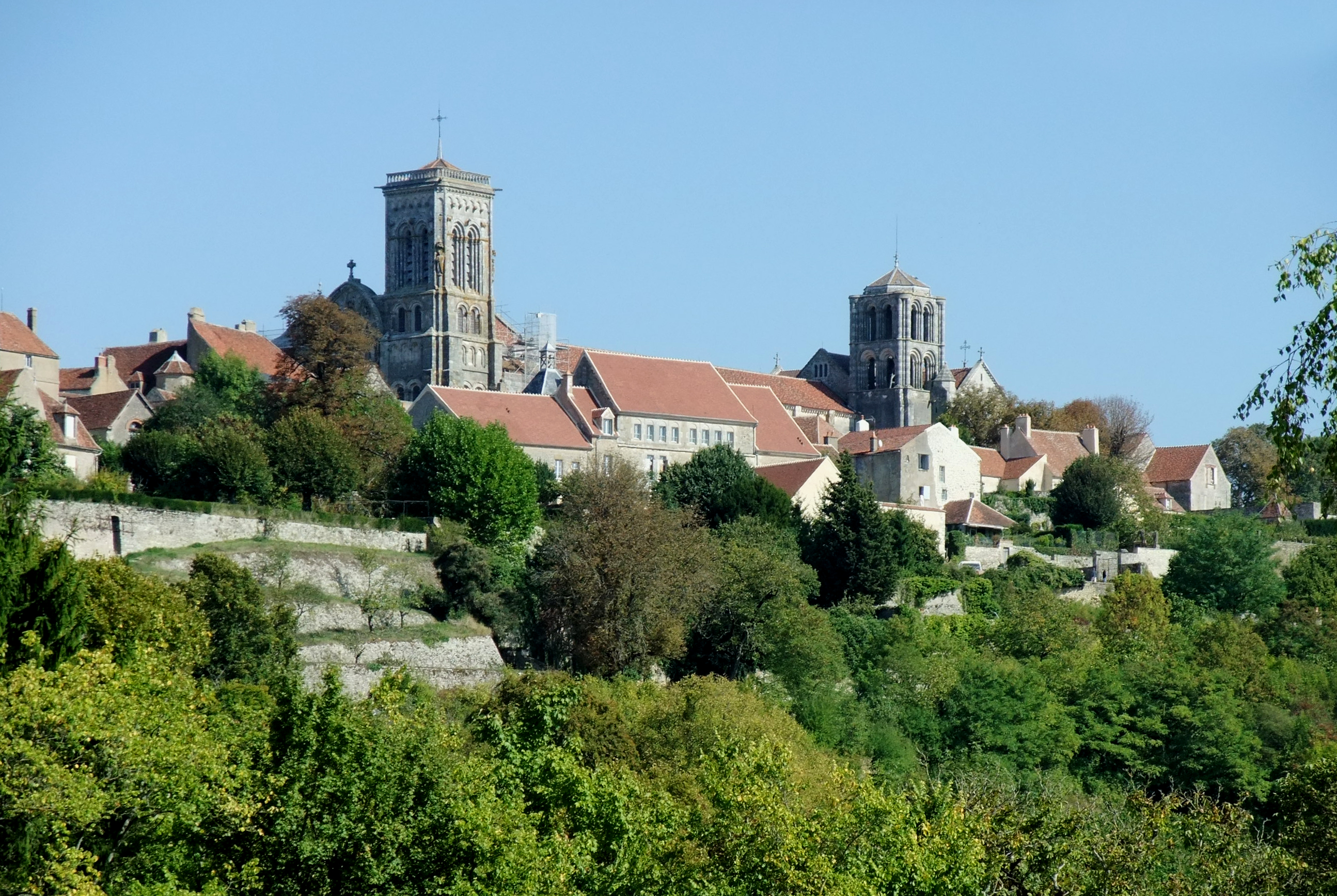
Celkový pohled od jihu

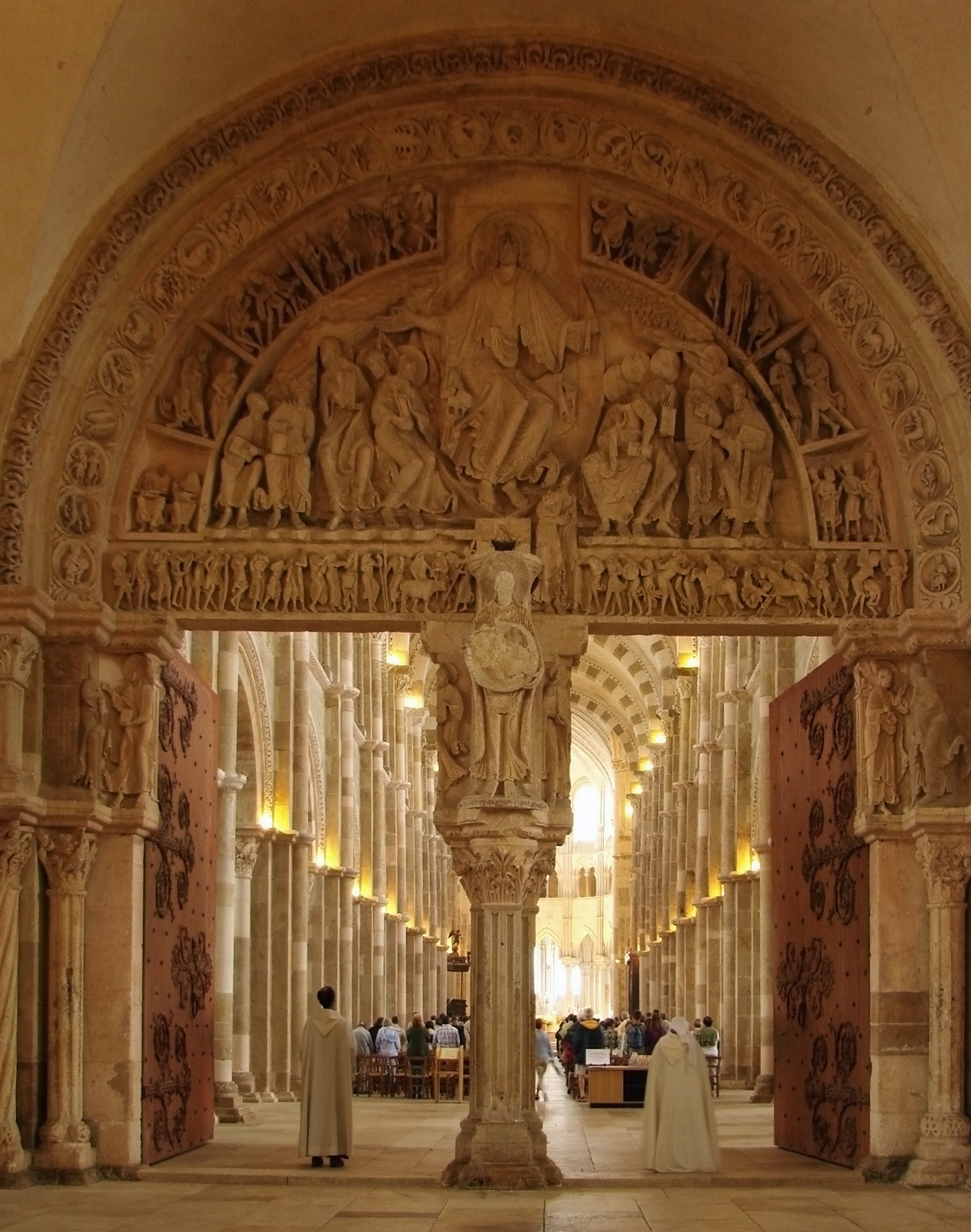
Střední portál s průhledem do lodi

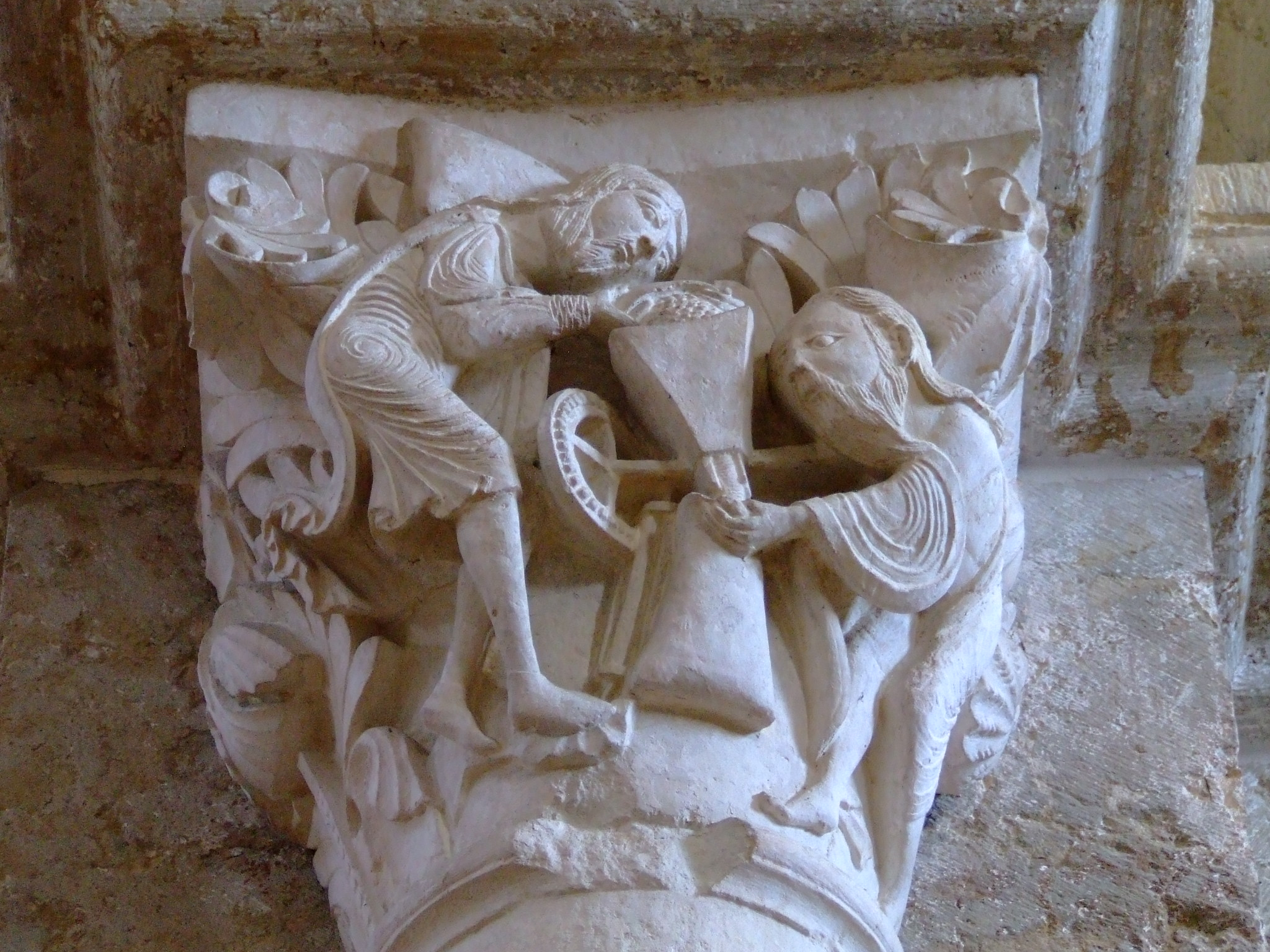
Hlavice (Mystický mlýn)

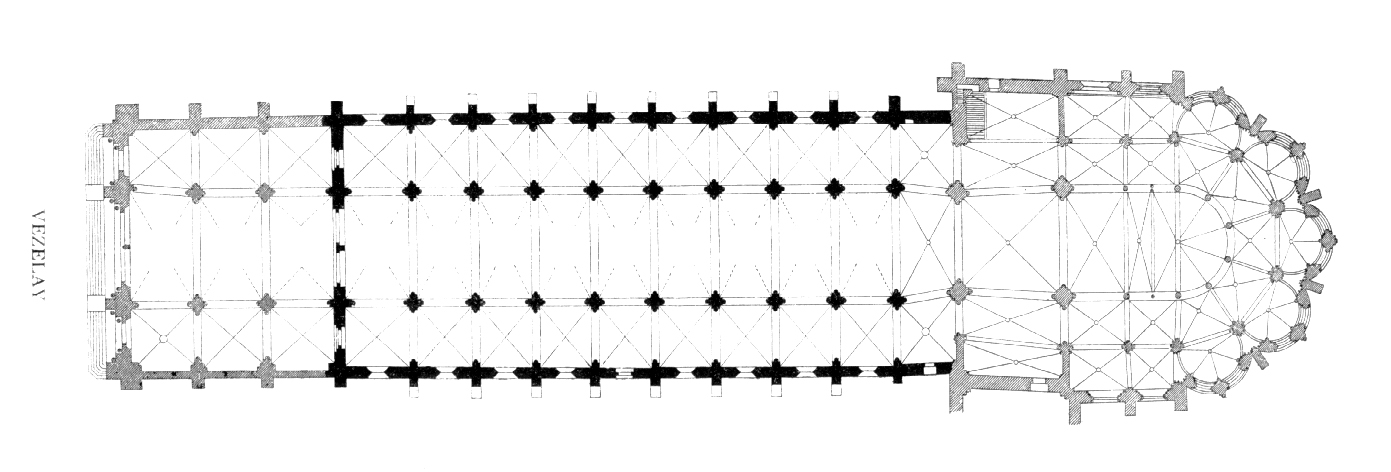
Půdorys kostela

Klášter Vézelay v Burgundsku (Francie) byl založen jako benediktinské opatství v 9. století a po požáru předchozích staveb obnoven v letech 1120–1150. Ve vrcholném středověku byl rušným poutním místem s domnělými ostatky sv. Marie Magdaleny, za reformace v 16. století byl klášter zrušen a postupně rozbořen. Zbyla velkolepá románská bazilika Sainte Madeleine se dvěma věžemi v průčelí, se západní předsíní (narthex) pro poutníky a s raně gotickým závěrem. Interiér kostela je pozoruhodně dobře zachován, zejména galerie 99 figurálních hlavic na sloupech. Pro svou mimořádnou hodnotu byla bazilika i zbytky kláštera roku 1979 zařazeny do Seznamu světového dědictví UNESCO.

## Historie
Klášter původně vznikl jako ženský v údolí, v místech nynější obce Saint-Père (Yonne), v polovině 9. století byl přenesen na současné místo na vrcholku výrazného podlouhlého návrší. Po roce 1050 byl reformován, stal se poutním místem a vstoupil do své zlaté doby. Po požáru roku 1120 začala nová stavba lodi, na niž navázala západní předsíň pro poutníky, vysvěcená 1132. Na Velikonoce 1146 měl na prostranství u kláštera Bernard z Clairvaux za účasti krále Ludvíka VII. a velikého davu slavný proslov, kterým úspěšně propagoval účast na druhé křížové výpravě. Roku 1166 zde arcibiskup z Canterbury Tomáš Becket jako vyhnanec v kázání pohrozil králi Jindřichovi II. vyloučením z církve a roku 1190 se zde setkal anglický král Richard I. Lví srdce s francouzským Filipem II. Augustem před odjezdem na třetí křížovou výpravu.
Po dalším požáru byl v letech 1185–1215 postaven prostornější a světlejší raně gotický chór a příční loď. V roce 1279 však mniši v Saint-Maximin-la-Sainte-Baume (východně od Aix-en-Provence) objevili zapečetěný sarkofág s nápisem, že obsahuje ostatky biblické Marie z Magdaly. Když jejich verzi potvrdil i papež, proud poutníků se pomalu přesouval tam a klášter Vézelay začal upadat. Roku 1537 jej papež přeměnil na kapitulu a roku 1561 přestoupil tehdejší opat Odet de Coligny ke kalvinismu a stal se vůdcem hugenotů. Klášterní budovy dále chátraly, roku 1790 byla kapitula zrušena, její budovy prodány a zbořeny a bazilika se stala farním kostelem. Roku 1793 byla silně poškozena vnější sochařská výzdoba.
V roce 1834 upozornil na žalostný stav kostela francouzský spisovatel Prosper Mérimée, jmenovaný inspektorem historických památek, a jeho pečlivé a důkladné obnově se v letech 1840–1861 věnoval mladý architekt Eugène Viollet-le-Duc. Jeho citlivá rekonstrukce byla jednou z prvních a podnítila počátky památkové péče v celé Evropě.

## Popis
Bazilika je 120 m dlouhá, z toho chór 26 m a nartex 22 m. Šířka lodi činí 23,25 m a výška klenby 18,55 m, v chóru 22 m. Výška věží je 35 a 38 m.
Trojlodní bazilika se dvěma věžemi v průčelí a patrovým narthexem mezi nimi má fasádu rekonstruovanou Viollet le Ducem v 19. století. Z této předsíně se vstupuje do lodi trojicí portálů s tympanony. V oblouku středního tympanonu nad scénou seslání Ducha svatého je pás reliefů, připomínajících národy světa, které čekají na zvěstování evangelia, v dalším pásu je zobrazeno 12 měsíců.
Románská loď má 10 klenebních polí se soudkovou klenbou na masivní pasy. Stěny hlavní lodi jsou uspořádány do dvou pater, spodního patra velkých arkád a vrchního pásu oken. Pilíře čtvercového půdorysu o rozměrech 2,5 × 2,5 m se čtyřmi polosloupy nesou celkem 99 bohatě zdobených hlavic, které často představují biblické příběhy (čtené zleva doprava), mytologické výjevy i scény z běžného života.
Raně gotický závěr je výrazně světlejší, jeho stěny se člení do tří pater s prostředním triforiem a na boční lodi navazuje ochoz s mělkými kaplemi. Pod zvýšeným chórem je karolinská krypta z počátku 9. století o rozměrech 19 × 9,20 m s 12 kamennými sloupy a křížovými klenbami bez žeber. Na hlavním oltáři jsou v relikviáři domnělé ostatky Marie Magdalské.
Z budov někdejšího kláštera, které přiléhaly k jižní straně baziliky, se zachovala jen část severovýchodní strany rajského dvora s kapitulní síní.

## Galerie

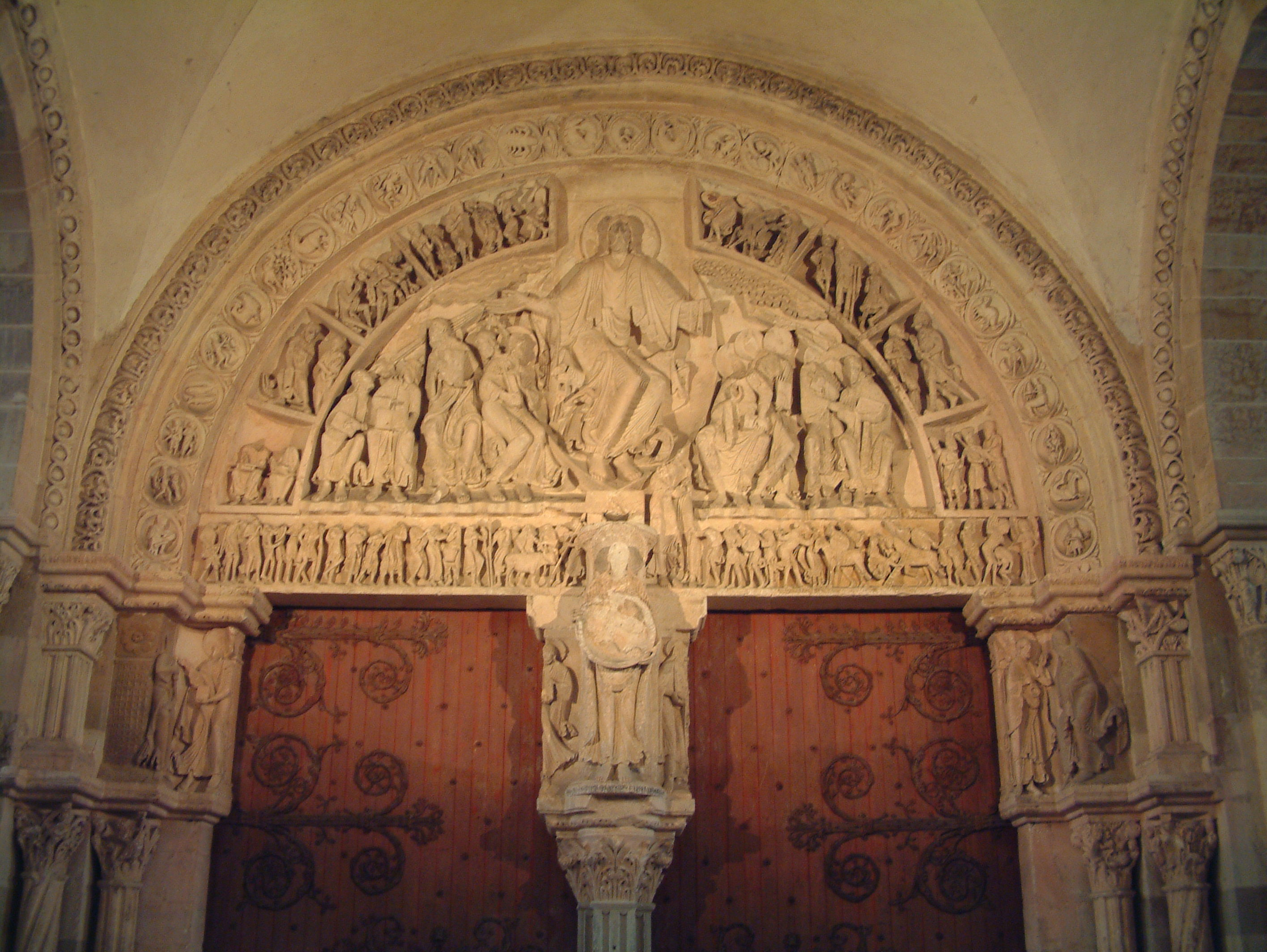
Tympanon hlavního vchodu
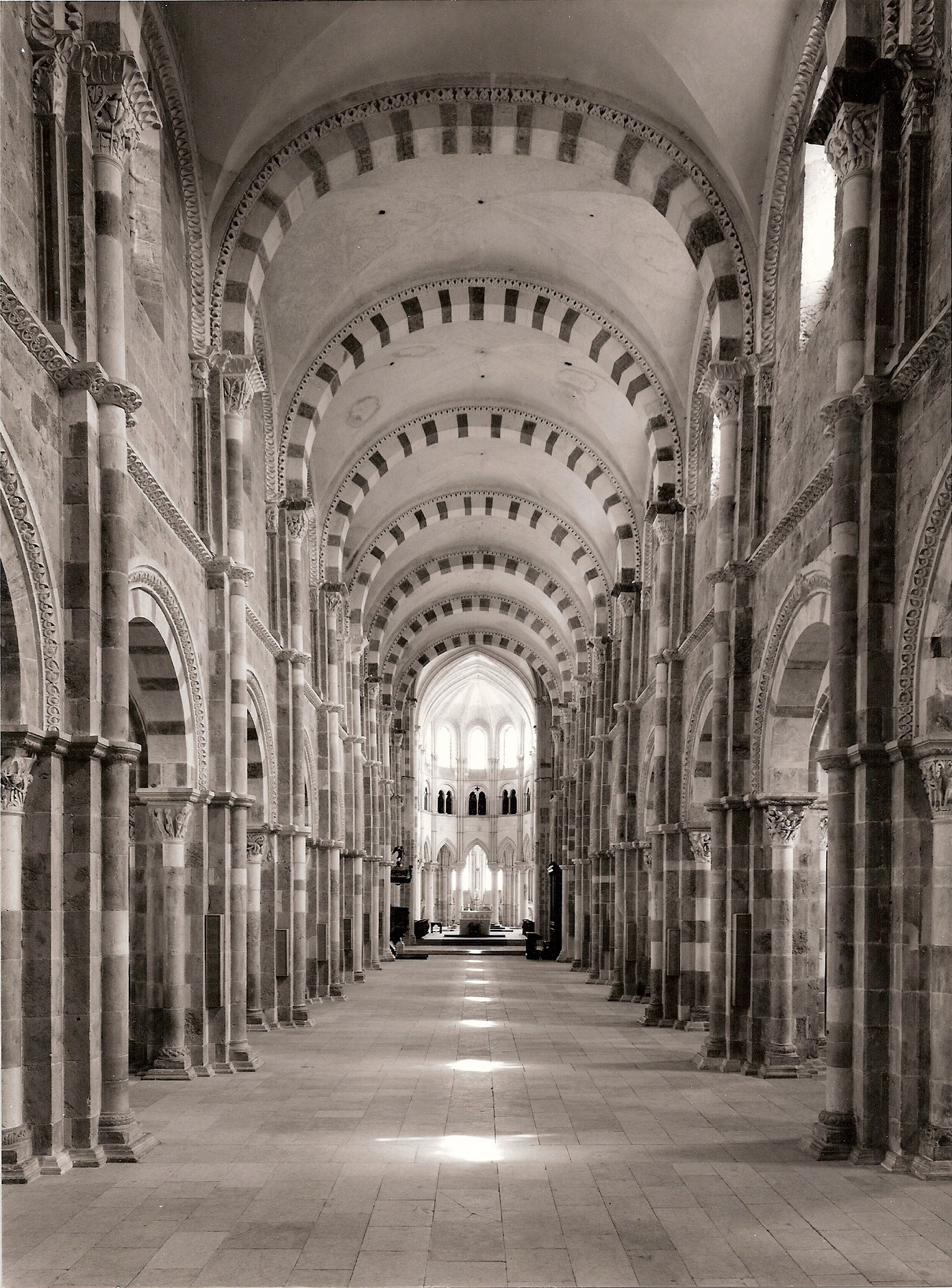
Hlavní loď
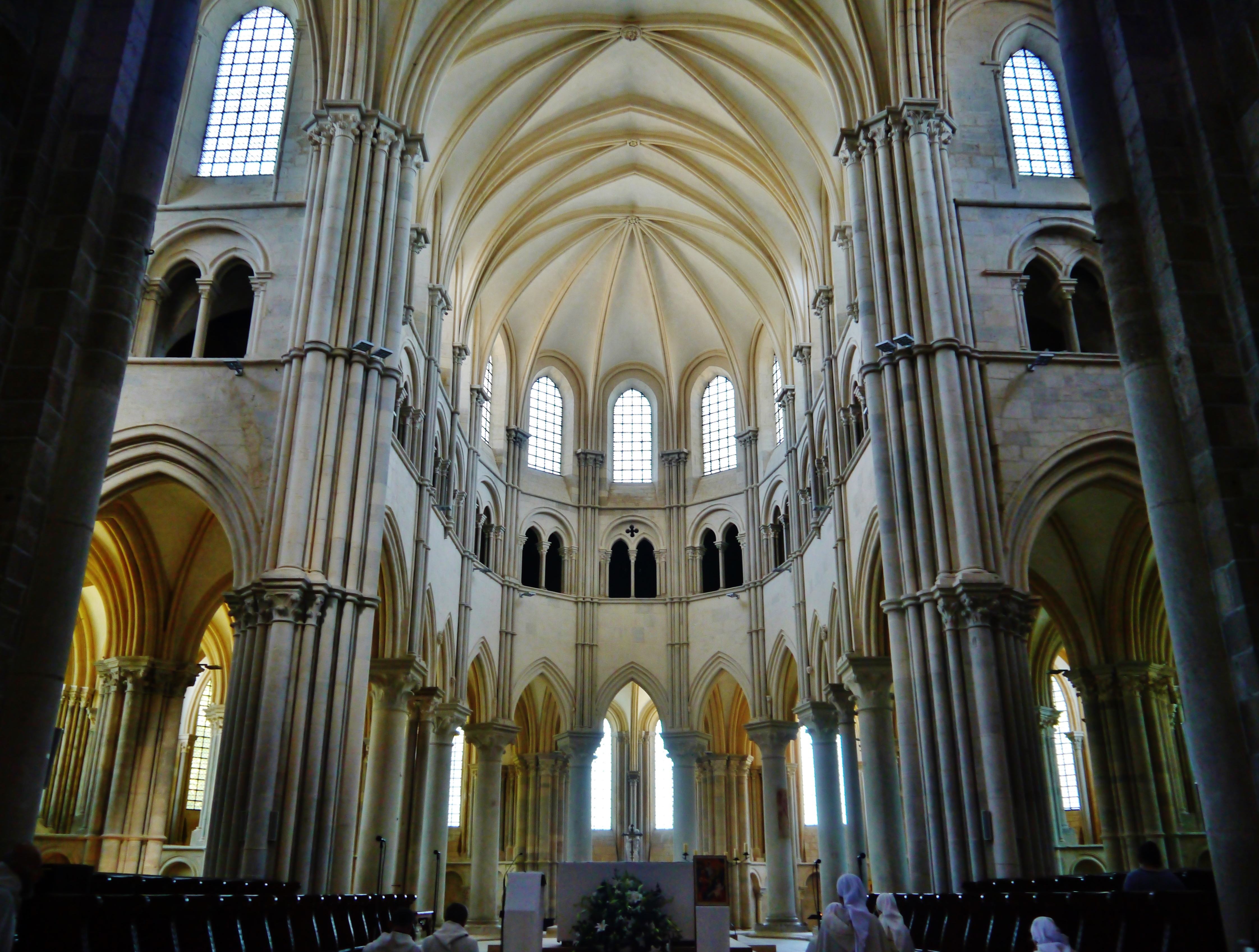
Chór
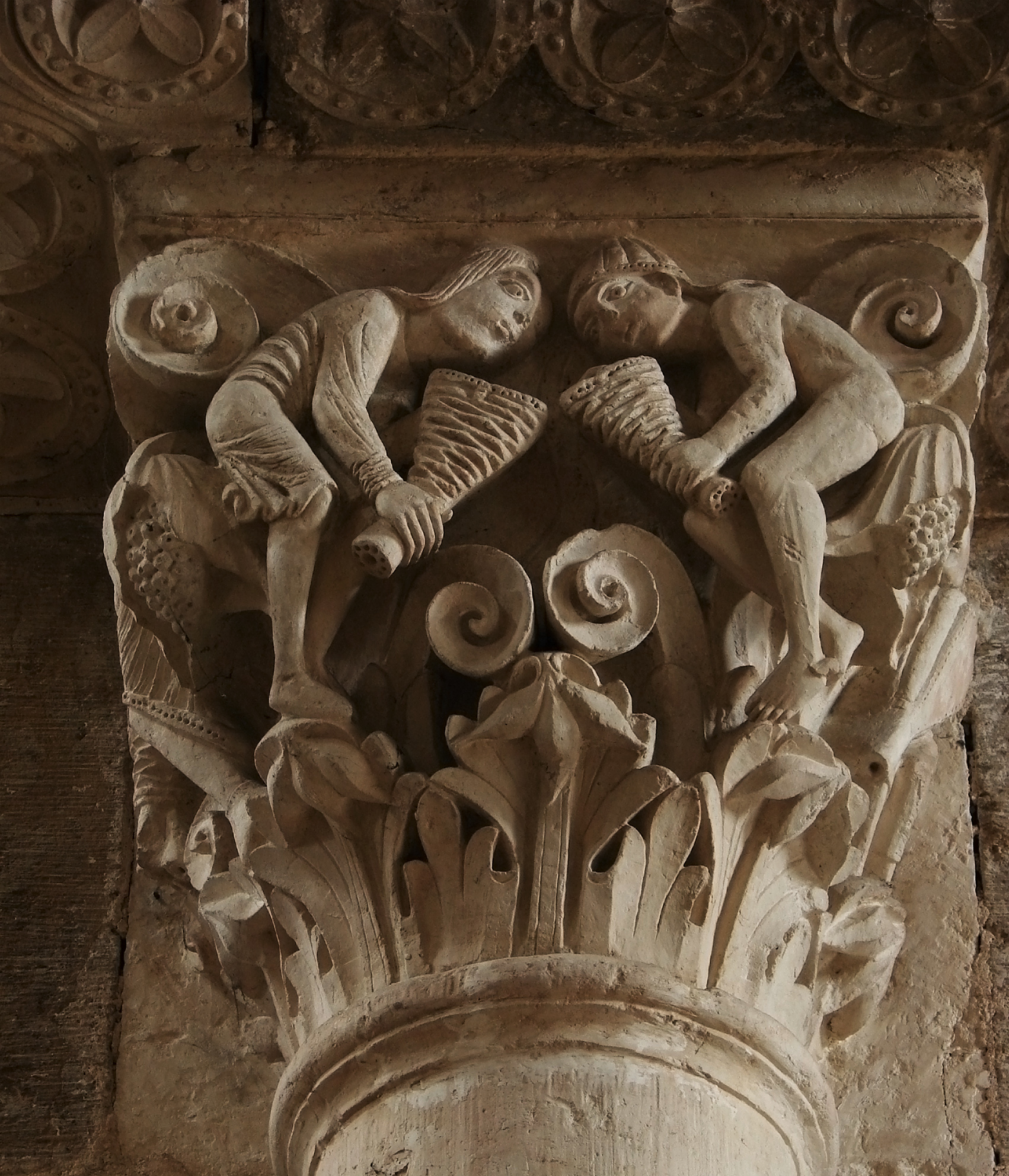
Hlavice (Včelaři ?)
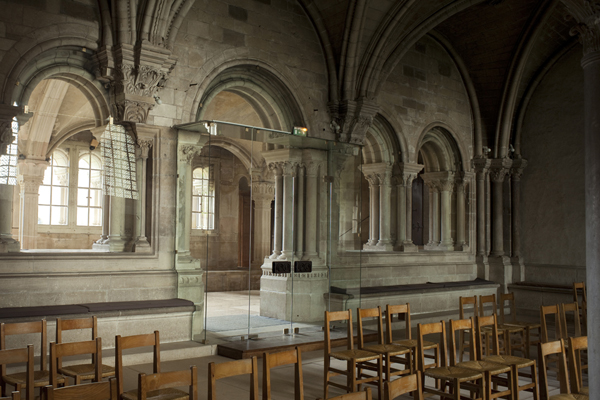
Kapitulní síň